# Římskokatolická farnost Soběslav
Římskokatolická farnost Soběslav je územní společenství římských katolíků s farním kostelem svatého Petra a Pavla v Soběslavi.

## Obce a farnosti
Mezi přifařené obce patří Soběslav, Hrušova Lhota, Chlebov, Klenovice, Kvasejovice, Přehořov, Rybova Lhota, Skalice, Třebiště a Zvěrotice. Pod správou administrátora jsou ještě následující římskokatolické farnosti v okolí Soběslavi:
- Římskokatolická farnost Budislav
- Římskokatolická farnost Dírná
- Římskokatolická farnost Choustník
- Římskokatolická farnost Janov u Soběslavi (zaniklá farnost)
- Římskokatolická farnost Nedvědice u Soběslavi (zaniklá farnost)
- Římskokatolická farnost Tučapy (zaniklá farnost)

## Duchovní z farnosti

### Duchovní správci
- 1995–2012 R.D. Mgr. Ivo Valášek (administrátor)
- od r. 2012 R.D. Mgr. Jan Hamberger (administrátor)

### Kněží - rodáci z farnosti
- R. D. Jan Hugo Karlík, O.Praem. († 16. května 1894), tepelský premonstrát, kněz a středoškolský pedagog;
- J.M. can. Antonín Skočdopole († 1919), profesor teologie v kněžském semináři v Českých Budějovicích;
- J.M. can. Vladimír Vlček († 1. května 2014), kanovník českobudějovické katedrální kapituly, vystřídal řadu farností v českobudějovické diecézi, naposledy výpomocný duchovní v Ševětíně.

## Kostely a kaple na území farnosti
| Fotografie | Kostel                      | Místo        | Bohoslužba                                                       | Bohoslužba                                                       | Poznámka        |
| ---------- | --------------------------- | ------------ | ---------------------------------------------------------------- | ---------------------------------------------------------------- | --------------- |
|            | Kaple sv. Floriána          | Chlebov      | neslouží se pravidelně                                           | neslouží se pravidelně                                           | obecní kaple    |
|            | Kostel sv. Anny             | Kvasejovice  | neslouží se pravidelně                                           | neslouží se pravidelně                                           | filiální kostel |
|            | Kaple                       | Rybova Lhota | neslouží se pravidelně                                           | neslouží se pravidelně                                           | obecní kaple    |
|            | Kostel sv. Petra a Pavla    | Soběslav     | neděle úterý středa čtvrtek pátek sobota                         | 9.30 17.00 8.30 17.00 8.30                                       | farní kostel    |
|            | Kostel sv. Víta             | Soběslav     | neslouží se pravidelně                                           | neslouží se pravidelně                                           | filiální kostel |
|            | Kostel Panny Marie Bolestné | Svákov       | v měsíci květnu májové pobožnosti, kolem 15. září poutní Mše sv. | v měsíci květnu májové pobožnosti, kolem 15. září poutní Mše sv. | filiální kostel |
|            | Kaple                       | Vlastiboř    | 1x ročně (poutní)                                                | 1x ročně (poutní)                                                | obecní kaple    |